# Вилейское гетто (Минская область)
Гетто в Виле́йке (28 июня 1941 — весна 1943) — еврейское гетто, место принудительного переселения евреев города Вилейка Минской области в процессе преследования и уничтожения евреев во время оккупации территории Белоруссии войсками нацистской Германии в период Второй мировой войны.

## Оккупация и создание гетто
Перед войной численность евреев в городе Вилейка составляла более 2000 (710) человек. Город был оккупирован войсками вермахта 3 года — с 26 июня 1941 года по 2 июля 1944 года.
Сразу после оккупации, ещё до организации гетто, нацисты приказали евреям сделать на своих домах надписи на русском, польском и немецком языках. Евреям под страхом смерти приказали носить желтые нарукавные повязки, снимать головные уборы перед немцами, запретили посещать общественные места, а ходить разрешили только по проезжей части. Евреев сразу же стали использовать на принудительных работах. Гебитскомиссар и комендант Вилейки, глумясь над евреями, любили надевать еврейские отличительные знаки на своих собак.
По плану программы уничтожения евреев 28 июня 1941 года в Вилейке был вывешен указ гебитскомиссара о создании гетто. Его приказано было разместить в бывшей школе-общежитии фабрично-заводского обучения (ФЗО) на улице Стахановской. Помимо местных, туда свозили и евреев из близлежащих населённых пунктов — Куренца, Кобыльников и других.
В Вилейке общее число коллаборационистского гарнизона насчитывало 800 человек.

## Условия в гетто
Гетто в здании бывшего общежития ФЗО представляло собой деревянный полуразвалившийся прогнивший дом размером 45 на 18 метров, огороженный забором из колючей проволоки. Евреев заселили примерно по 9 человек на каждую маленькую комнату.
Евреев принудительно использовали на тяжёлых и грязных работах — расчистке развалин, строительстве дорог, рытье колодцев и канав, чистке уборных, разгрузочно-погрузочных работах. Питание в гетто было минимальным — в сутки 200—250 грамм очень низкокачественного хлеба с отрубями и другими примесями, тарелка баланды, 120 граммов крупы и 10 граммов соли на человека. При таких физических нагрузках и скудном питании большинство узников гетто уже к осени 1942 года обессилили, заболели и не могли работать.
Многие взрослые в гетто сумели выжить благодаря детям, которые, несмотря на то, что гетто охранялось, подползали под проволокой и ходили выменивать продукты. Находились добрые люди из близлежащих домов, которые отваживались ночью проникать в гетто и приносить молоко для детей.
Девушек-евреек постоянно насиловали полицаи.

## Уничтожение гетто

### В 1941 году
Немцы очень серьёзно относились к возможности еврейского сопротивления, и поэтому в первую очередь убивали в гетто или ещё до его создания евреев-мужчин в возрасте от 15 до 50 лет — несмотря на экономическую нецелесообразность, так как это были самые трудоспособные узники. По этой причине 12 июля (в августе) 1941 года бургомистр города Сапешко объявил немецкий приказ — всем евреям-мужчинам в возрасте от 15 до 60 лет собраться в синагоге по Школьному переулку к 10 часам утра. Чтобы попасть в синагогу, каждому пришлось пройти сквозь строй солдат, которые избивали евреев палками. Затем у всех забрали документы и приказали сходить обратно домой за ценными вещами, деньгами, золотом и часами. После того, как евреи отдали ценности, их построили в колонну, специалистов отобрали и отпустили, а оставшихся погнали в сторону деревень Ставки и Малюны и расстреляли. Во время этой «акции» (таким эвфемизмом нацисты называли организованные ими массовые убийства), по разным данным, гитлеровцы убили от 143 до 300 человек. Некоторым удалось бежать.
30 июля 1941 года нацисты осуществили ещё одно массовое убийство евреев Вилейки. Людей хватали на улицах, вывозили на грузовиках на Лысую гору на окраине Вилейки и расстреливали и закапывали в заранее подготовленных ямах, многих бросали туда живыми. После освобождения города, 16 апреля 1945 года, комиссия содействия ЧГК по городу Вилейке обнаружила в 5 могилах у деревни Ставки 250 тел и установила дату их гибели — лето 1941 года.
В августе 1941 года около 350 евреев расстреляли в урочище Липники на окраине Вилейки (это место убийства разные свидетели называли по-разному: Маковье, Порса, Лысая гора, Маяк). Для осуществления этого массового убийства в город приехали эсэсовцы, ловили на улице еврейских женщин с детьми и загоняли в крытые грузовые автомобили. Набив машину до отказа, людей увезли в неизвестном направлении и об их судьбе до сегодняшнего дня ничего не известно.

### В 1942 году

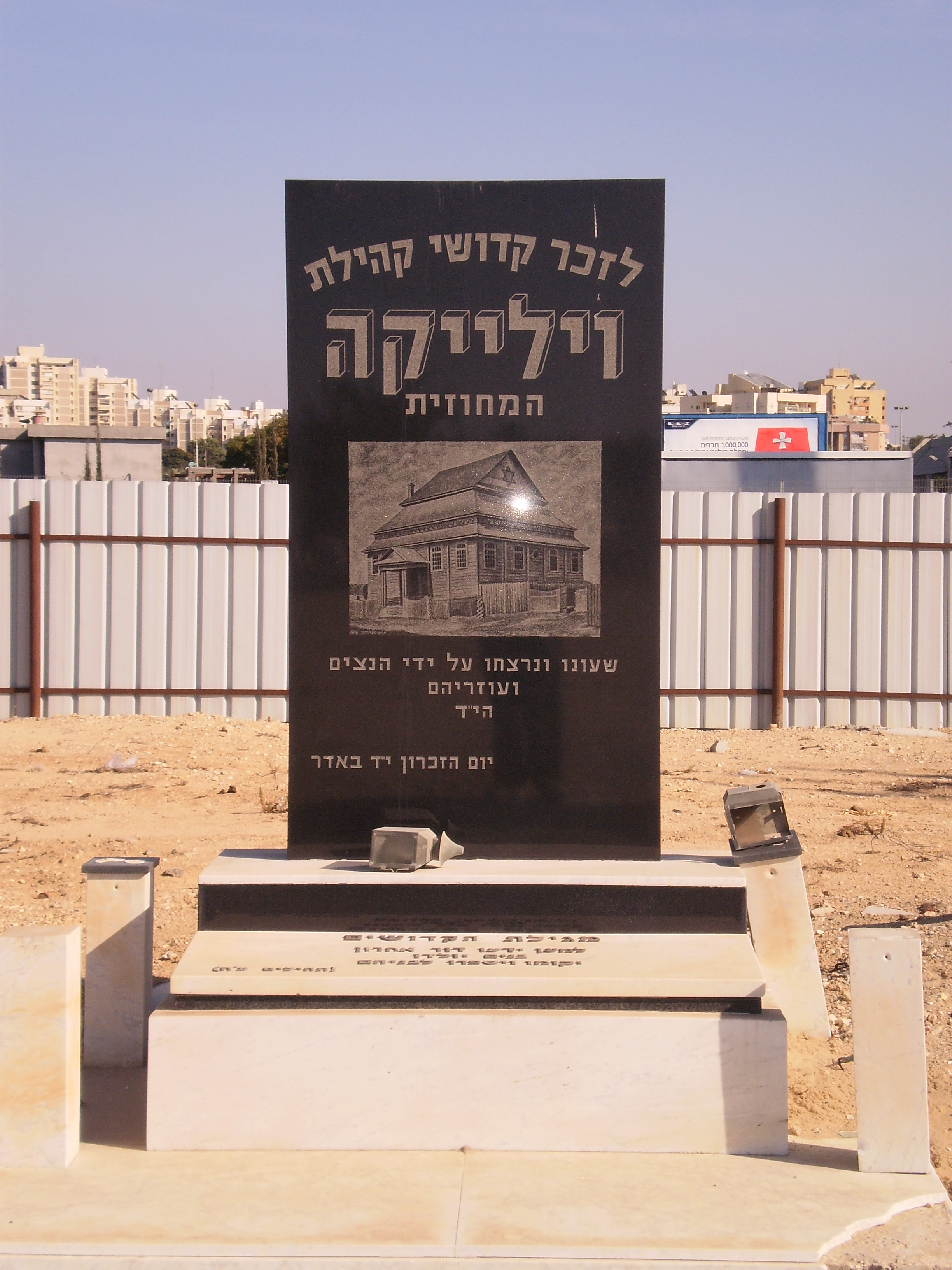
Символический памятник евреям Вилейки на мемориальном кладбище в Холоне

2—3 марта (в начале мая) 1942 года немцы с белорусскими и латышскими полицаями собрали 300 (302, до 400) евреев, выбрали из них и отпустили 23 специалиста, а часть оставшихся расстреляли около городской тюрьмы (часть евреев увезли на грузовиках в сторону Сморгони). Людей убивали разными садистскими способами — стреляли из пистолета в упор, маленьким детям ломали позвоночники, обливали обречённых горючей жидкостью и поджигали. В 1945 году, во время расследования злодеяний нацистов, при раскопках захоронений в этом месте была найдена в большом количестве плотная масса светло-серого цвета и пепел. Исследование показало, что это было результатом применения каустической соды, которой немцы и полицаи засыпали тела убитых.
7 (5) ноября 1942 года Вилейское гетто было большей частью уничтожено. Школа ФЗО была окружена, председатель юденрата вызывал узников по списку, они выходили и садились в три крытых грузовика, вещи брать запретили. Последними в транспорт забрались сами члены юденрата. Евреев отвезли к усадьбе Михаила Лавриновича (это место убийства разные свидетели называли по-разному: улица Партизанская, ФЗО, скотобойня, птицекомбинат, еврейское кладбище, дом Лавриновича). Немцы из СД под командованием Граве поставили охрану с пулеметами, завели евреев внутрь усадьбы, заперли и подожгли дом. Точное число убитых 7 ноября 1942 года не установлено. По разным свидетельствам — от 110 до 400 (70-80) человек. Комиссия содействия ЧГК 20 апреля 1945 года составила акт о том, что «по ул. Партизанской было собрано 300 стариков, женщин и детей, которых заперли и подожгли», но про национальность жертв в документе ничего сказано не было. В опустевшее гетто пришли полицейские, стали делить вещи убитых евреев и обменивать их у прохожих на самогон. По показаниям свидетелей, зашедших в усадьбу после ухода оттуда немцев, в одной части здания находились обугленные тела мужчин, в другой — женщин, сидевших обнявшись, у некоторых на руках были дети. Нацисты долгое время не разрешали хоронить погибших, и их тела растаскивали собаки и птицы. Только через полтора месяца немцы прислали 10 евреев из другого гетто похоронить останки в яме у пожарища, а некоторые свидетели утверждали, что тела убитых не позволяли предать земле до весны 1943 года.

### В 1943 году
Весной (осенью) 1943 года произошло последнее массовое убийство оставшихся евреев Вилейки. Людей убивали ночью, а утром, по словам очевидцев, на улице «стояли лужи крови». По другим свидетельствам, евреев согнали во двор гебитскомиссариата, отделили трудоспособных, а остальных (от 40 до 60 человек) расстреляли в хлеву за городом, после чего хлев с телами убитых сожгли.
Всего за время оккупации в Вилейке только в результате расстрелов были убиты около 7000 евреев.

### Второе гетто
Оставленных в 1943 году в живых примерно 100 евреев-ремесленников разместили в новом небольшом гетто, территория которого примыкала к зданию гебитскоммисариата. Вплоть до расстрела их заставляли работать в оккупационных мастерских.

## Организаторы и исполнители убийств
Согласно Акту Вилейской городской комиссии ЧГК и показаниям свиделей, организаторами геноцида евреев в Вилейке были: начальник гетто Вилейки Шеленг; помощник начальника гетто-концлагеря Юзеф Москот; начальник отделения СД гауптшарфюрер Рудольф Граве; его помощник Цифле, его шофёр Ханзель Эмиль и его заместитель гауптшарфюрер Ганс Ферстер; шарфюреры СС Хельман Вильгельм, Бёрш Теодор и Фишер Ганс Роберт Бертольд; старший вахмистр охранной полиции Липс Альберт Пауль; гауптшарфюрер СС Гес; ротенфюрер СС Франц Карл, житель Вилейки, начальник городской тюрьмы СД Ясинский Владимир Иванович, начальник специальной секции СД Шмелинг; унтерофицеры полиции СД Эстковский и Гулроля.

## Сопротивление в гетто
В Вилейском гетто действовала подпольная группа во главе с Пиней (из деревни Илья). Узники связывались с партизанами, собирали оружие, боеприпасы, медикаменты, передавали партизанам оперативные сведения, выводили в лес людей, способных сражаться.

## Память
В Вилейке установлены три памятника евреям, убитым в гетто — один на еврейском кладбище, два (установлены в 1974 году) — на улице Ставки на месте убийства 400 евреев 30 июля 1941 года и на месте убийства 130 евреев 12 июля 1941 года.
Опубликованы неполные списки убитых евреев Вилейки.